# Class 41 (HST)
Class 41 van British Rail (BR) waren twee motorkoppen uit 1972 die zijn gebouwd door British Rail Engineering Limited (BREL) in Crewe voor het prototype van de High Speed Train (HST).

## Geschiedenis
In 1954 begon British Rail met de vervanging van stoomtractie door diesel en elektrische. Ondertussen ondervonden de spoorwegen steeds meer concurrentie van auto en vliegtuig, wat aanleiding was om te kijken naar het verhogen van de snelheid. De introductie van de Deltic-locomotieven op de lijn Londen - Edinburgh in 1962 en de elektrische dienst tussen Londen en Manchester in 1966 lieten zien dat het verkorten van de reistijd tot een aanzienlijke stijging van het aantal reizigers kon leiden. In Japan was in oktober 1964 de Shinkansen geopend, in Duitsland volgde in 1965 en in Frankrijk in 1967 treinen met een dienstregelingssnelheid van 200 km/u en daar bleken de hogere snelheden ook een succes. In Groot-Brittannië werd in 1968 gestart met het Advanced Passenger Train (APT) project voor de ontwikkeling van een Britse hogesnelheidstrein. In afwachting van de resultaten van dat project werd, op voorstel van de technische dienst van BR, in 1970 besloten tot de bouw van een dieseltrein voor hoge snelheden, de High Speed Diesel Train (HSDT), als tussenoplossing.

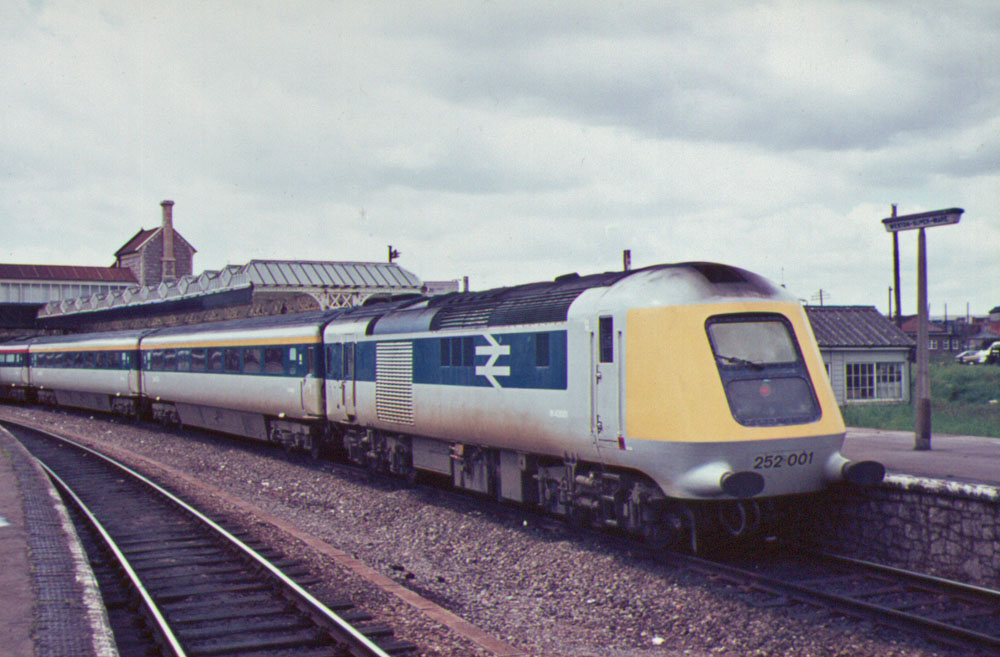
In de reizigersdienst in 1975 te Weston Super Mare
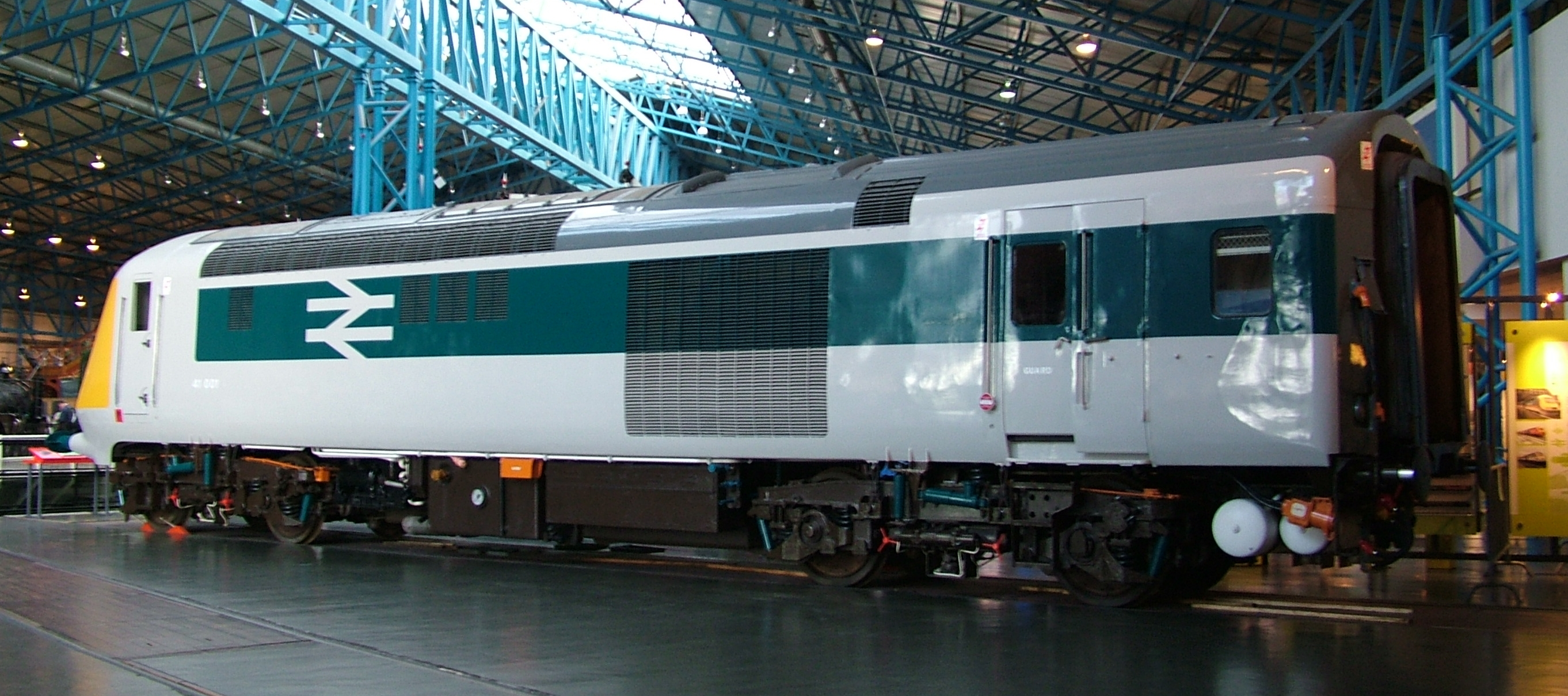
De 41001 in 2005 in het museum in York.
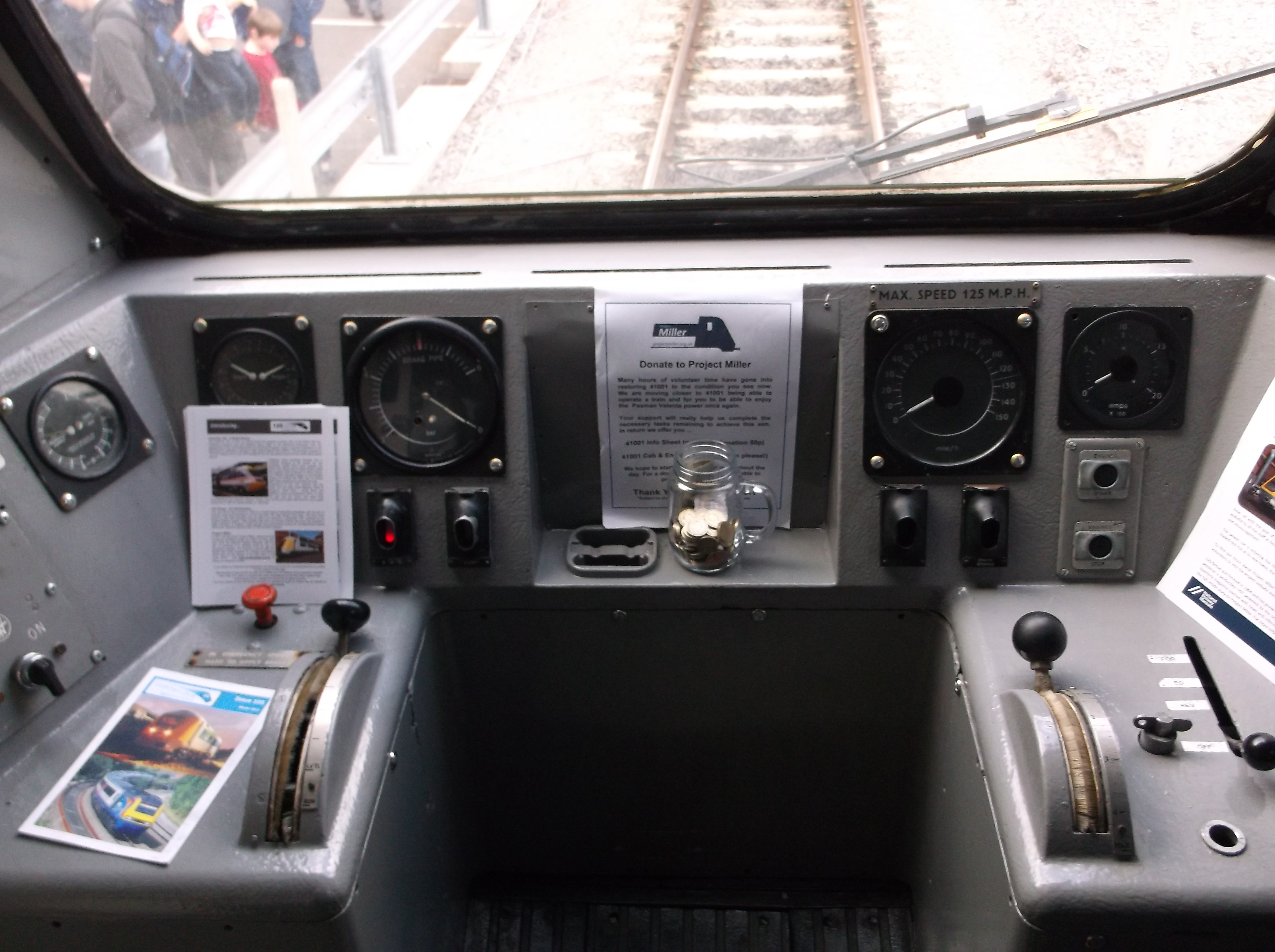
De cabine in 2014 tijdens een open dag in Etches Park.

## Bouw en proefritten
De technici van BR bouwden in 22 maanden tijd twee motorkoppen die de bedrijfsnummers 41001 en 41002 kregen. Samen met zeven Mark 3 rijtuigen vormden ze het prototype van de diesel HST dat in 1972 werd ondergebracht in het depot van Neville Hill voor proefritten op de East Coast Main Line.
In juni 1973 werd tussen Northallerton en Thirsk een snelheid van 230 km/u (143 m/u) gehaald waarmee het toenmalige snelheidsrecord voor dieseltreinen werd verbeterd. In 1974 werd de trein naar de Great Western Main Line overgebracht nadat ruim 160.000 km (100.000 mijl) was afgelegd tijdens de proefritten. De aandrijving werd verzekerd door een dieselgenerator van Paxman Valenta die de stroom leverde voor de elektrische tractiemotoren van Brush.

## Reizigersdienst
Op 5 mei 1975 begon de reizigersdienst tussen Londen Paddington en Bristol respectievelijk Weston-Super-Mare. In de reizigersdienst werd de trein genummerd als treinstel 252001 en de motorkoppen werden vernummerd in 43000 en 43001. De motorkoppen werden in 1976 vervangen door motorkoppen van de serieproductie waarna de 43000 en 43001 naar het Railway Technical Centre gingen. Hier werden ze tot december 1990 gebruikt voor proeven in verband met de ontwikkeling van de Advanced Passenger Train en de Intercity 225.

## Museum
In december 1990 werd 41002 gesloopt door CF Booth in Rotherham, terwijl 41001 cosmetisch werd gerestaureerd en geschonken aan het National Railway Museum.
In 2011 sloot het National Railway Museum een bruikleenovereenkomst met de 125 Group waarop de 41001 in maart 2012 werd overgebracht van York naar het depot Neville Hill om weer rijvaardig gemaakt te worden. In dit verband werd de motorkop opnieuw geregistreerd in TOPS als locomotief 43000 van de reeks 43/9.
Na de restauratie werd de 41001 ondergebracht bij de Great Central Railway in Nottingham. In november 2014 trok de 41001 voor het eerst sinds 1976 een reizigerstrein onder de naam Screaming Valenta. Deze trein was samengesteld uit de 41001 en een verkorte HST met een motorkop van de serieproductie van East Midlands Trains aan de andere kant.
Na motorproblemen op de Keighley & Worth Valley Railway in mei 2019, ging ze voor reparatie sterug naar het depot in Neville Hill.
In oktober 2019 zegde het National Railway Museum de bruikleenovereenkomst op wegens contractbreuk. Hoewel de 125 Group de contractbreuk betwistte werd de 41001 in november 2019 teruggebracht naar het museum.